# 北元

大元大モンゴル国
ドチン・ドルベン（1388年 - 1691年）
北元（1368年 - 1388年）

北元の領域

北元（ほくげん、拼音：Běiyuán）は、トゴン・テムル・ハーンが1368年に明の北伐を逃れて大都（現在の北京）からモンゴル高原に撤退し、中国の漢民族定住農耕地域を失って以後の、元（大元ウルス：モンゴル帝国の皇帝直轄政権）の政権・政体を指す、後世の呼称である。この政権に属する遊牧諸部族を、同時代の漢文史料では韃靼（だったん、拼音：dádá）と呼び、日本ではタタールという名称も用いられる。柯劭忞の『新元史』は、1388年までは北元が中国の正統王朝であったと見なしている。

## 定義
元は、1368年に大都を放棄し、モンゴル高原を中心に中国の漢民族地域より北方の一帯を支配する政権となった。この政権をそれまでの中国を支配した元と区別して「北元」とする。ただし北元の当事者たちは、自らの政権は依然として「元」（大元）であると自覚しており、民族の自称は「モンゴル国」であった。
中国統一王朝が滅亡に際して避難し、地域再興した先例としては、東晋、南宋などがあるが、「北元」はこれらの王朝と異なり中国主要部を完全に放棄したため、中国史の主要な記載から姿を消す。一方で、統一王朝瓦解に際して、皇帝と皇太子がそのまま避難して宮廷が温存されたという点で、この「北元」は中国史として唯一の例である。
北元では、1388年にトゴン・テムルの子トグス・テムル・ハーンがアリクブケの末裔であるイェスデルによって殺害されてハーン位を簒奪され、元の事実上の始祖であるクビライの皇統が一時的に断絶した。1388年以降もモンゴルには元の皇帝の後継者を名乗るハーンが立ち続けたが、中国の漢民族地域を支配した明は、モンゴル人による中国王朝である元は1368年のモンゴル高原への北走によって正統中国王朝の地位を喪失し、1388年の皇統断絶により完全に滅亡した、とみなす立場を取っている。
明代のモンゴル人は自らを「大モンゴル」（モンゴル語: Их Монгол、野克莽官兒）と呼んだ。モンゴルの歴史書では「ドチン・ドルベン」（Дөчин дөрвөн、都沁·都爾本）と呼ばれており、「ドチン」（ドチン・モンゴル：四十万モンゴル）はクビライの子孫が治めるモンゴル本土、「ドルベン」（ドルベン・オイラト：四万オイラト）はオイラトのこと。モンゴル自身はモンゴルを自称とし続けたにもかかわらず、これ以降のモンゴルのことを「韃靼」（だったん：本来はモンゴル高原の一遊牧部族タタル部のこと）と呼んだ。
明の歴史を記した『明史』でも、この時代のモンゴルの歴史は「韃靼伝」に記されている。明の滅亡後、韃靼の呼称は用いられなくなり、清ではモンゴルの音訳である「蒙古」の呼称を復活させている。
日本でも明史の用例に倣い、一般的には、1388年をもって北元は滅亡したと見なし、以降のモンゴルを「韃靼」あるいは「タタール」と呼んできたが、中国でモンゴルを韃靼あるいはタタールと呼び変えたことは、あくまで元の連続性を否定する必要があった明代特有の事情によるものに過ぎない。「北元」という呼称は朝鮮の歴史書『高麗史』に由来しており、当時のモンゴルや明では使用されていなかった。
ハーンの称号を帯びるチンギス・カンの男系子孫がモンゴル諸部族全体の最高君主として君臨する時代は1634年まで続くが、モンゴル史研究者の間では、この時期のモンゴルのハーン政権まで含めて「北元」と呼ぶことが多い。そのため本記事でも、この意味での北元について詳述する。

## 歴史

### 元の北走
1368年初頭に南京で明を建国した朱元璋は、皇帝に即位するとすぐに徐達を司令官として、既に中国の支配をほとんど喪失していた元に対する北伐軍を派遣した。元の15代皇帝のトゴン・テムルは大都からモンゴル高原にある夏の都上都へと逃れたが、翌1369年には常遇春に敗れてさらに応昌府へ逃れた。
トゴン・テムル・ハーン（廟号は恵宗）が1370年に死去すると、明はトゴン・テムルに「天意に順じ明に帝位を譲った」という意味の順帝という諡号を贈り、トゴン・テムルに代わってハーンに即位したアユルシリダラ（昭宗）を「故元太子」と呼んで元の皇帝と認めなかった。しかし明の主張の一方で、元（北元）は依然としてモンゴル高原の遊牧勢力の君主として強大な軍事力を持っており、1372年には明がモンゴル高原に送った北伐軍を撃退した。
この時点で元（北元）の勢力は中国の北方から甘粛、雲南まで維持しており、江南と華北をようやく制覇したに過ぎない明を取り囲むようにして南北に対峙していた。特に東北地方（満州）には数十万の大軍を擁する元（北元）の大尉であるジャライル部のナガチュの勢力が健在であり、明や高麗は北辺をナガチュの大軍にしばしば脅かされた。高麗はナガチュの軍事的脅威を受け、明と通好する一方で元（北元）とも通好していたが、1362年に、元の将軍のナガチュが高麗に攻め込むと、李成桂の率いる高麗軍により撃退され、その後は和親状態となる。
1378年に元の16代皇帝アユルシリダラが死去して、天元帝トグス・テムルが元の17代皇帝に即位する頃から元（北元）の勢力は衰えはじめて、明が満州を制圧してモンゴル高原東部に勢力を伸ばすことを許した。
1387年、元（北元）のナガチュは明軍の大攻勢を受けてついに明に降り、ナガチュ救援のために高原東部のホロンボイル地方に進出していたトグス・テムル・ハーンも、翌年初頭に明の将軍藍玉の奇襲を受けて敗れた。元の皇帝トグス・テムルは敗走の途上で、クビライとハーン位を争って敗れたアリクブケの子孫にあたるイェスデルの手によって殺害され、ここにクビライの皇統は断絶した。

### オイラトの台頭

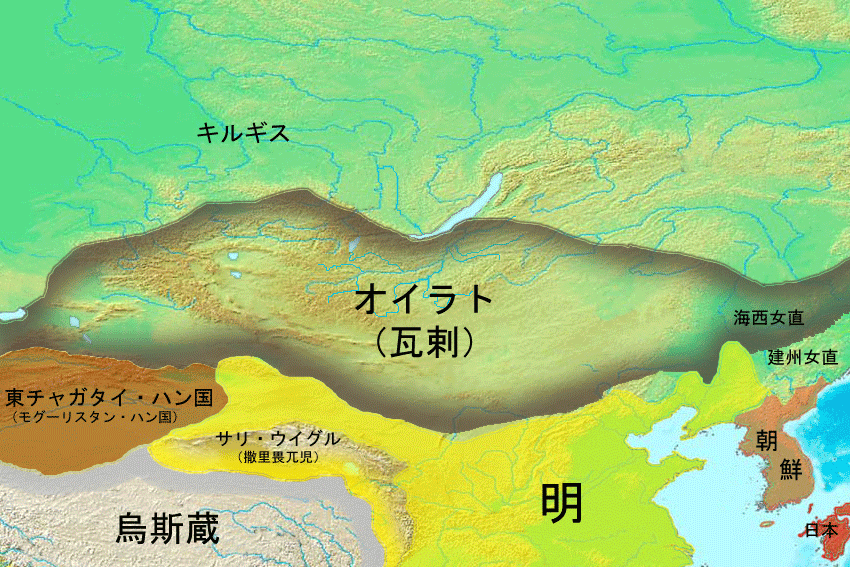
エセン・ハーン時の最大版図。

イェスデルは、1388年、モンゴル高原の西北部に割拠するオイラト部族の支持を受けて18代皇帝のハーンに即位するが、1391年に死去した。これ以降、旧元朝のモンゴル諸部族は、四十モンゴル部（ドチン・モンゴル）と四オイラト部（ドルベン・オイラト）と呼ばれる2つの遊牧部族連合に分かれて、チンギス・ハーンの末裔の中から誰をハーンに擁立するかを巡って争うようになった。
モンゴル高原の西部に広がった四オイラトは、モンゴル帝国以前からモンゴル高原東北部に存在した由緒ある部族であるオイラトの長を盟主とし、親「アリクブケ家」の諸部族からなっていたのに対し、東部の四十モンゴルは親「クビライ家」の性格を有しており、チンギス裔のハーンを盟主とした。明は四十モンゴルを「蒙古」と呼ばずに「韃靼」と呼び替えて、彼らが元の後裔であることを言葉の上だけ否認した。
やがてモンゴルのアスト部族長アルクタイが有力となり、自派のハーンを立てるが、1410年に明の永楽帝による遠征軍に敗れ、代わってオイラト部族長マフムードが有力となった。
明の永楽帝は次にオイラトに対する親征を行い、1414年にマフムードを破ったが、これにより再びアルクタイが勢力を盛り返した。さらに3度敢行され合計5度にわたった永楽帝の北伐と、アルクタイとマフムードの争いによって、15世紀前半のモンゴル高原は大いに混乱し、頻繁にハーンが取り替えられた。
1434年に至ってマフムードの子・トゴンはアルクタイを滅ぼし、甘粛にいたチンギス・ハーンの子孫トクトア・ブハをハーンに立てた。トゴンはさらに敵対者を滅ぼしてモンゴル諸部族を屈服させるが、1439年に死去し、子のエセンがオイラトを継承した。
オイラトのエセンは明に侵攻し、明の正統帝を捕虜とし（土木の変）、西ではトルキスタンのモグーリスタン・ハン国（東チャガタイ・ハン国）やウズベクのアブル＝ハイル・ハンなどのイスラム化したモンゴル系国家に戦勝して、オイラトの覇権の最盛期を築いた。しかし、1453年にエセンは「大元天聖大可汗」と称し自らハーンに即位したことをきっかけに人心を失い、1454年に内乱により殺された。エセンの敗死により、オイラトの覇権は崩壊したが、エセンは自らハーンとなる前にトクトア・ブハを始めチンギス・ハーンの血を引く者をほとんど皆殺しにしていたため、モンゴルの側も混乱が続いた。

### 六トゥメンのモンゴルの再編

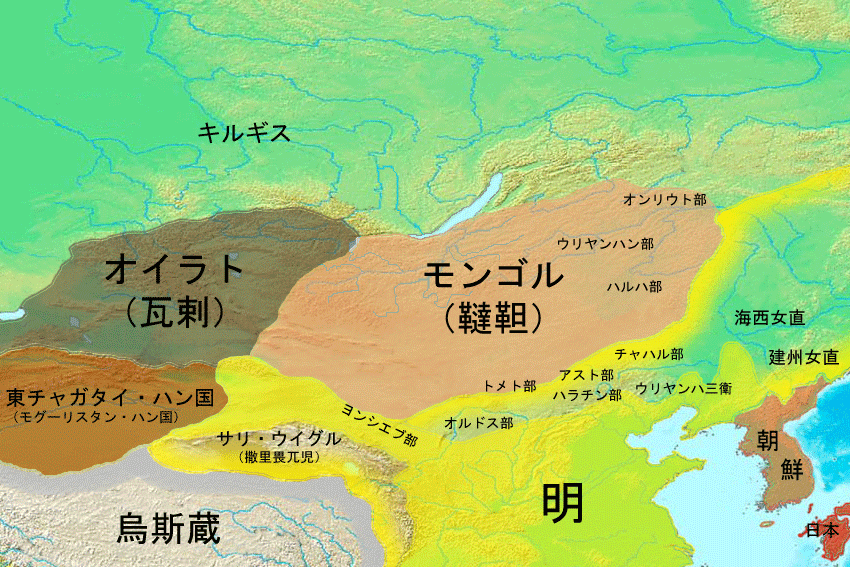
15世紀の東アジア諸国と北方諸民族。

1487年に至って、母がオイラトの出身であったためエセンの殺害を免れたバヤン・モンケの子で、当時存命していた唯一のクビライ裔の皇子であったバトゥ・モンケがハーンに即位した。バトゥ・モンケはダヤン・ハーンと称したが、この尊称ダヤンは「大元」の音写である。ダヤン・ハーンはオイラトを追ってモンゴル高原のほとんど全域に勢力を拡大すると、11人儲けた男子をモンゴルの諸部族の長に婿入りさせて、各部族の首長に就けた。ダヤン・ハーンとその直系の子孫はチャハル部を支配し、こうしてチャハル部の長がハーンとして、親族にあたる全モンゴルを統括する体制が築かれた。清代から現代に続くモンゴル諸部族の分布は、ダヤン・ハーンによるモンゴルの再編成をほぼ踏襲している。
1524年にダヤン・ハーンが死去すると、ハーン位を継承すべき長男トロ・ボラトは既に死んでおり、トロ・ボラトの子でダヤン・ハーンによって継承者に指名されていたボディ・アラクは年少であった。このため、ハーン位はダヤン・ハーンの三男でオルドス部とトメト部を支配するバルス・ボラトが一時的にハーンに即位し、チャハル部によるモンゴルの統一政権は早くも揺らいだ。1542年には、バルス・ボラトの長男でオルドス部を継承していたグンビリクが死去すると、グンビリクの弟でトメト部を継承していたアルタンが代わって有力となった。チャハルのボディ・アラク・ハーンは、アルタンを西部（右翼）のモンゴル諸部族の指導者と認めてトシェート・セチェン・ハーン（トシェートは「補佐」の意）の称号を与えた。
1547年、チャハル部のボディ・アラク・ハーンが死去すると、その子ダライスン・ハーンは、トメト部のアルタンの圧迫を避けて東方に移住し、アルタン・ハーンがハーンに代わってモンゴル高原全体の事実上の支配権を握った。
アルタンは北ではオイラトと戦ってモンゴル高原西部からジュンガリアに追いやり、南では明に連年遠征して略奪を繰り返した。また、ダライ・ラマ3世に帰依してチベット仏教のゲルク派に入信し、内モンゴルに支配下に入った漢民族の定住農民を集めて開いた都市フフホトに寺院を建立、モンゴルが仏教化するきっかけをつくった。
アルタンの死後、アルタンが一代で築き上げた勢力と財産を巡ってトメト部では内紛が起こり、ダヤン・ハーンによるモンゴルの一体化は無実化していった。漠北（外モンゴル）ではハルハ部がオイラトと戦って服属させ、現在のモンゴル国の領土のほとんどを支配下に収めるまでに成長していた。

### チンギス統原理のハーンの消滅
トメトを避けて大興安嶺山脈の東に移住したチャハルでは、1603年にリンダン・ハーンが即位した。リンダンはモンゴルの再統一を目指したが、東の女直（満州民族）の統一を進めるヌルハチが立てた後金に次第に圧迫され、チャハルの周囲にいたモンゴル東部の諸部族は後金に降伏していった。1628年、リンダン・ハーンは後金に近い内モンゴル東部の支配に見切りをつけて西方への移動を開始し、内紛で弱体化していたトメトのアルタン・ハーン家を滅ぼしてフフホトを占領した。さらにリンダン・ハーンは外モンゴルのハルハ部を服属させ、100年ぶりにモンゴルの中西部のほとんどをチャハル部の支配下に置くことに成功するが、自身の帰依するカルマ派を支援するためチベットへの遠征に向かう途上の1634年に甘粛で死去した。
リンダン・ハーンの死によってチャハル部の覇権は瓦解し、満洲人（女真人）による後金軍がフフホトを占領した。1635年、リンダン・ハーンの遺児エジェイは後金に降伏し、元の玉璽（皇帝の印章）を後金のホンタイジに献上した。チャハルの降伏により、ダヤン・ハーンの再編したモンゴル部族連合のうち、漠北のハルハ諸部を除く全てが後金の支配下に入った。1636年、ホンタイジは満州、漢、モンゴルの3民族の推戴を受ける形式を取って大清皇帝に即位し、この年以降、満州人である清の皇帝がモンゴルのハーンとして君臨することになった。

### 後史（内蒙古が清朝に併合された後のモンゴル）
一方、清の支配下には入っていないハルハ諸部とオイラトは、この清の脅威を受けて積年の対立に終止符を打って同盟を締結し、1640年には部族間関係の取り決めをまとめた「ハルハ・オイラト法典」を制定した。ハルハ諸部は清朝に対しては朝貢を行い、1655年には有力者8人がその冊封を受けて名目的に臣従することで清朝との間に安定した関係を築き、朝貢国としての内政自治を保持した。
しかし17世紀後半に至って、オイラトの覇権を握ったジュンガル帝国のガルダン・ハーンがハルハに侵攻すると、ハルハは1688年に数十万の属民がゴビ砂漠の南（内蒙古）に逃げ清に服属した。1697年、清がジュンガルに勝利しガルダンの敗走により、かつての大元ウルス（北元）の故地であるカラコルムを含むモンゴル草原（外蒙古）は全て清の支配下に入った。

## 歴代皇帝（ハーン）
| 代数 | 廟号 | 皇帝号                 | 名前                                 | 在位期間        | 説明                                                               |
| ---- | ---- | ---------------------- | ------------------------------------ | --------------- | ------------------------------------------------------------------ |
| 15   | 恵宗 | ウカアト・カアン       | トゴン・テムル                       | 1333年 - 1370年 | コシラの長男。リンチンバルの兄。大都を放棄してモンゴル高原に撤退。 |
| 16   | 昭宗 | ビリクト・ハーン       | アユルシリダラ                       | 1370年 - 1378年 | トゴン・テムルの子。                                               |
| 17   |      | ウスハル・ハーン       | トグス・テムル（天元帝）             | 1378年 - 1388年 | アユルシリダラの弟。                                               |
| 18   |      | ジョリグト・ハーン     | イェスデル                           | 1388年 - 1391年 | アリクブケ家出身。                                                 |
| 19   |      | ジョリグト・ハーン     | エンケ                               | 1391年 - 1394年 | イェスデルの長男。オイラトが擁立。                                 |
| 20   |      | ニグレスクチ・ハーン   | エルベク                             | 1394年 - 1399年 | アユルシリダラの長男。                                             |
| 21   |      | ハーン                 | クン・テムル                         | 1399年 - 1402年 | アリクブケ家出身。オイラトが擁立。                                 |
| 22   |      | ハーン                 | オルク・テムル（鬼力赤）             | 1402年 - 1408年 | オゴデイ家出身。アスト部のアルクタイ・タイシが擁立。               |
| 23   |      | ハーン                 | オルジェイ・テムル（プンヤシュリー） | 1408年 - 1412年 | エルベク・ハーンの長男。                                           |
| 24   |      | ハーン                 | ダルバク                             | 1412年 - 1415年 | オルジェイ・テムル・ハーンの子。オイラトのマフムードが擁立。       |
| 25   |      | ハーン                 | オイラダイ                           | 1415年 - 1425年 | 四オイラトのケレヌート部のオゲチ・ハシハの子。                     |
| 26   |      | ハーン                 | アダイ                               | 1425年 - 1438年 | オルク・テムル・ハーンの子。                                       |
| 27   |      | タイスン・ハーン       | トクトア・ブハ                       | 1438年 - 1452年 | アジャイ太子の長男。オイラトのトゴン・タイシが擁立。               |
| 28   |      | ハーン                 | アクバルジ                           | 1452年          | タイスン・ハーンの弟。                                             |
| 29   |      | 大元天盛大可汗         | エセン                               | 1453年 - 1454年 | オイラト出身ながら皇帝位を簒奪。                                   |
| 30   |      | ウケクト・ハーン       | マルコルギス                         | 1455年 - 1465年 | タイスン・ハーンの子。ボライ・タイシが擁立。                       |
| 31   |      | ハーン                 | モーラン                             | 1465年 - 1466年 | タイスン・ハーンの子。                                             |
| 32   |      | ハーン                 | マンドゥールン                       | 1475年 - 1479年 | タイスン・ハーン、アクバルジ晋王の弟。                             |
| 33   |      | ハーン                 | バヤン・モンケ                       | 1480年 - 1487年 | アクバルジ晋王の孫。                                               |
| 34   |      | ダヤン・ハーン         | バトゥ・モンケ                       | 1487年 - 1524年 | ボルフ晋王の子。イスマイル・タイシが擁立。                         |
| 35   |      | サイン・アラク・ハーン | バルス・ボラト                       | 1524年          | ダヤン・ハーンの三男。                                             |
| 36   |      | アラク・ハーン         | ボディ                               | 1524年 - 1547年 | ダヤン・ハーンの孫。ここからはチャハル部長。                       |
| 37   |      | ゴデン・ハーン         | ダライスン                           | 1548年 - 1557年 | ボディ・アラクの長男。                                             |
| 38   |      | ジャサクト・ハーン     | トゥメン                             | 1558年 - 1592年 | ダライスンの長男。                                                 |
| 39   |      | セチェン・ハーン       | ブヤン                               | 1593年 - 1603年 | トゥメンの長男。                                                   |
| 40   |      | フトゥクト・ハーン     | リンダン                             | 1603年 - 1634年 | ブヤンの孫。                                                       |
| 41   |      | ホンゴル・ハーン       | エジェイ                             | 1634年 - 1635年 | リンダン・ハーンの子。                                             |

## 元号
1. 至正 1341年 - 1370年
2. 宣光 1371年 - 1378年
3. 天元 1378年 - 1388年